# Cameron Heyward
Pour les articles homonymes, voir Heyward.
(en) Statistiques sur pro-football-reference
Cameron Heyward (né le 6 mai 1989 à Pittsburgh dans l'État de Pennsylvanie) est un sportif professionnel américain de football américain jouant au poste de defensive tackle depuis la saison 2011 pour la franchise des Steelers de Pittsburgh dans la National Football League (NFL).

## Biographie

### Jeunesse et carrière universitaire
Son père, Craig Heyward, a joué comme fullback dans la NFL durant 11 saisons. Il meurt d'un cancer des os en 2006 à l'âge de 39 ans, alors que son fils Cameron avait 17 ans.
Cameron s'engage avec les Buckeyes représentants l'Université d'État de l'Ohio dans la NCAA Div I FBS. En 2007, il se démarque dès sa première saison universitaire en réussissant 33 plaquages et 2,5 sacks.

### Carrière professionnelle

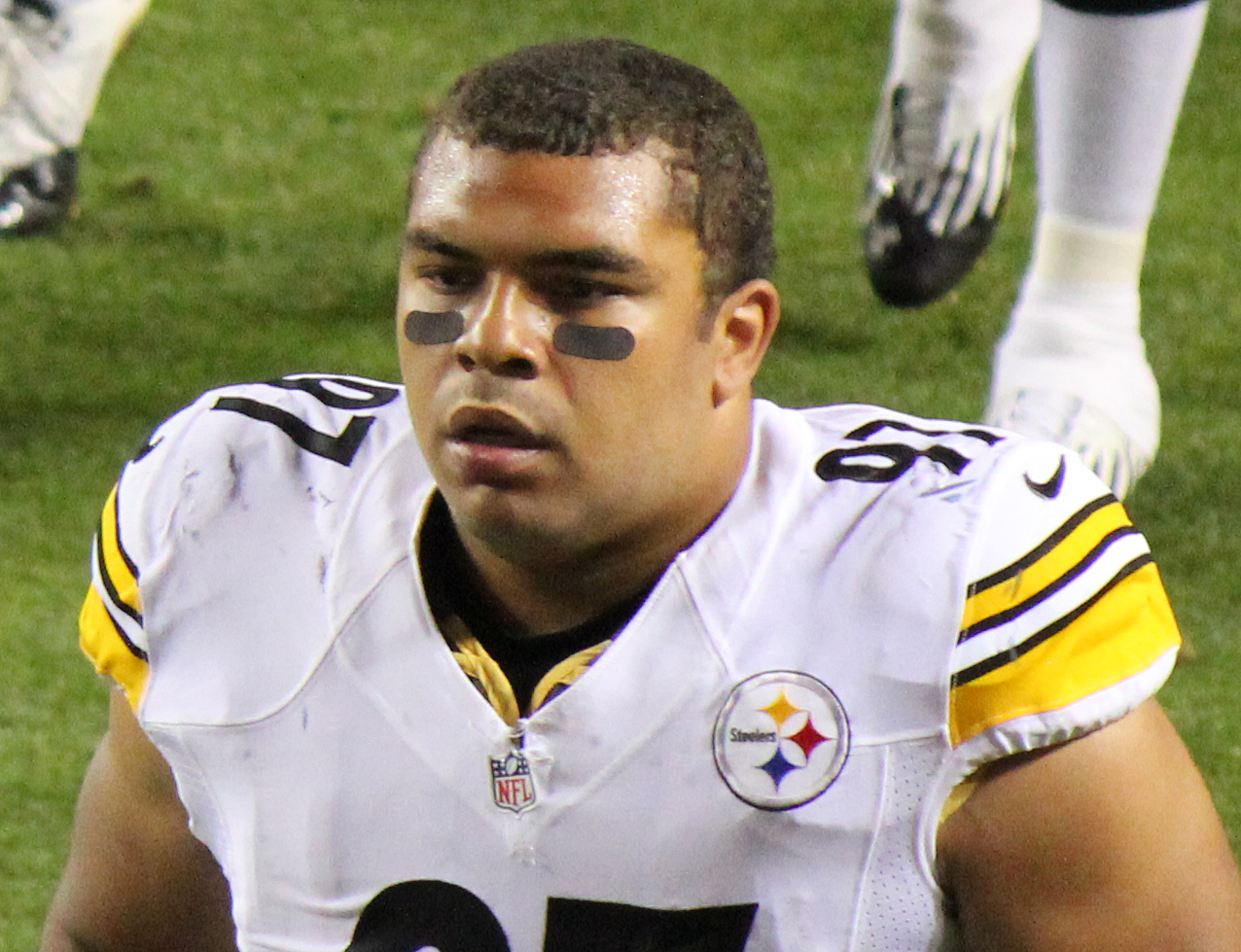
Cameron Heyward en 2012.

Après quatre saisons à Ohio State, il est sélectionné par les Steelers de Pittsburgh en 31e choix global lors du premier tour de la draft 2011 de la NFL. Il commence sa carrière professionnelle comme remplaçant avant d'obtenir sa première titularisation en 2013, soit lors de sa troisième saison. Il se démarque ainsi durant cette saison avec 59 plaquages, dont 35 effectués en solo, 5 sacks et 7 passes défendues.
Il acquiert petit à petit un rôle important dans la défense des Steelers. Le 16 juillet 2015, il signe une prolongation de contrat avec Pittsburgh pour une durée de 6 ans et un montant de 59,25 millions de dollars incluant une prime à la signature de 12 millions.
Il obtient sa première sélection au Pro Bowl au terme de la saison 2017, après avoir totalisé 45 plaquages, 12 sacks, 3 passes déviées et 3 fumbles forcés.